# Scopula dapharia
Scopula dapharia är en fjärilsart som beskrevs av Swinhoe 1904. Scopula dapharia ingår i släktet Scopula och familjen mätare. Inga underarter finns listade.